# Cunha Alta
Cunha Alta é uma povoação portuguesa do  Município de Mangualde que foi sede da extinta Freguesia de Cunha Alta, freguesia que tinha 4,17 km² de área e 139 habitantes (2011), e, por isso, uma densidade populacional de 33,3 hab/km².
A Freguesia de Cunha Alta foi extinta (agregada) pela reorganização administrativa de 2012/2013, sendo o seu território integrado na então criada União de Freguesias de Mangualde, Mesquitela e Cunha Alta.

## População
| População da freguesia de Cunha Alta | População da freguesia de Cunha Alta | População da freguesia de Cunha Alta | População da freguesia de Cunha Alta | População da freguesia de Cunha Alta | População da freguesia de Cunha Alta | População da freguesia de Cunha Alta | População da freguesia de Cunha Alta | População da freguesia de Cunha Alta | População da freguesia de Cunha Alta | População da freguesia de Cunha Alta | População da freguesia de Cunha Alta | População da freguesia de Cunha Alta | População da freguesia de Cunha Alta | População da freguesia de Cunha Alta |
| ------------------------------------ | ------------------------------------ | ------------------------------------ | ------------------------------------ | ------------------------------------ | ------------------------------------ | ------------------------------------ | ------------------------------------ | ------------------------------------ | ------------------------------------ | ------------------------------------ | ------------------------------------ | ------------------------------------ | ------------------------------------ | ------------------------------------ |
| 1864                                 | 1878                                 | 1890                                 | 1900                                 | 1911                                 | 1920                                 | 1930                                 | 1940                                 | 1950                                 | 1960                                 | 1970                                 | 1981                                 | 1991                                 | 2001                                 | 2011                                 |
| 288                                  | 274                                  | 275                                  | 287                                  | 276                                  | 295                                  | 312                                  | 317                                  | 334                                  | 285                                  | 208                                  | 191                                  | 199                                  | 211                                  | 139                                  |

| Distribuição da População por Grupos Etários | Distribuição da População por Grupos Etários | Distribuição da População por Grupos Etários | Distribuição da População por Grupos Etários | Distribuição da População por Grupos Etários | Distribuição da População por Grupos Etários | Distribuição da População por Grupos Etários | Distribuição da População por Grupos Etários | Distribuição da População por Grupos Etários | Distribuição da População por Grupos Etários |
| -------------------------------------------- | -------------------------------------------- | -------------------------------------------- | -------------------------------------------- | -------------------------------------------- | -------------------------------------------- | -------------------------------------------- | -------------------------------------------- | -------------------------------------------- | -------------------------------------------- |
| Ano                                          | 0-14 Anos                                    | 15-24 Anos                                   | 25-64 Anos                                   | > 65 Anos                                    |                                              | 0-14 Anos                                    | 15-24 Anos                                   | 25-64 Anos                                   | > 65 Anos                                    |
| 2001                                         | 28                                           | 18                                           | 105                                          | 60                                           |                                              | 13,3%                                        | 8,5%                                         | 49,8%                                        | 28,4%                                        |
| 2011                                         | 15                                           | 16                                           | 59                                           | 49                                           |                                              | 10,8%                                        | 11,5%                                        | 42,4%                                        | 35,3%                                        |

Média do País no censo de 2001:  0/14 Anos-16,0%; 15/24 Anos-14,3%; 25/64 Anos-53,4%; 65 e mais Anos-16,4%
Média do País no censo de 2011:   0/14 Anos-14,9%; 15/24 Anos-10,9%; 25/64 Anos-55,2%; 65 e mais Anos-19,0%

## Património
- Igreja Matriz de Cunha Alta;
- Capela de Nossa Senhora de Saúde;
- Capela no lugar de Cunha Alta.